# Olympische Winterspiele 2002/Eishockey (Herren)
Das Eishockeyturnier der Herren bei den Olympischen Winterspielen 2002 in Salt Lake City fand vom 9. bis zum 24. Februar mit 14 Nationalmannschaften – und damit ebenso vielen wie bei den Spielen in Nagano – in den umliegenden Städten West Valley City und Provo im Bundesstaat Utah statt. Von den 35 Partien fanden 23 im The E Center in West Valley City mit einer Kapazität von 8.599 Zuschauern statt, alle anderen wurden in der 8.000 Zuschauer fassenden Peaks Ice Arena in Provo ausgetragen.
Für das Herrenturnier konnte wie bereits 1998 in Nagano durch Verhandlungen zwischen dem Internationalen Olympischen Komitee (IOC) und der Internationalen Eishockey-Föderation (IIHF) mit der nordamerikanischen Profiliga National Hockey League (NHL) erreicht werden, dass die NHL für die Zeit der Winterspiele vom 14. bis 25. Februar eine Spielpause in der Saison 2001/02 einlegte. Im Gegenzug wurden die großen sechs Eishockeynationen für die Finalrunde gesetzt und mussten erst eine Woche später in das Geschehen eingreifen.
Kanada sicherte sich durch einen 5:2-Finalsieg über die USA erstmals seit den Olympischen Winterspielen 1952 den Olympiasieg und beendete damit die 50-jährige Durststrecke. Russland erreichte durch einen 7:2-Sieg im Bruderduell gegen Belarus den dritten Rang und damit Bronze.

## Qualifikation
Für das Turnier qualifizierten sich die ersten sechs Nationen der Olympischen Winterspiele 1998 in Nagano. Dazu kamen bei der A-Weltmeisterschaft 1999 die beiden bestplatzierten Mannschaften, die nicht bereits durch die Olympischen Winterspiele qualifiziert waren. Zusätzlich wurden sechs Teilnehmer in mehreren Qualifikationsturnieren ausgespielt.
Als beste sechs Mannschaften der Olympischen Winterspiele 1998 qualifizierten sich:
- Tschechien
- Russland
- Finnland
- Kanada
- Schweden
- USA

Als beste zwei, nicht bereits qualifizierte Mannschaften der A-Weltmeisterschaft 1999 qualifizierten sich:
- Slowakei
- Schweiz

Über die sechs Qualifikationsturniere qualifizierten sich:
- Deutschland
- Lettland
- Belarus
- Frankreich
- Österreich
- Ukraine

## Modus
Die 14 Teams des olympischen Eishockeyturniers absolvierten ein in zwei Phasen – Vor- und Zwischenrunde – unterteiltes Turnier, da die sechs besten Nationen der A-Weltmeisterschaft 1999 bereits für die Zwischenrunde gesetzt waren und erst sechs Tage nach Turnierbeginn in selbiges einstiegen.
Zunächst absolvierten die Slowakei und Schweiz – als Siebt- und Achtplatzierte der A-WM 1999 – mit den sechs Qualifikanten die Vorrunde in zwei Gruppen à vier Mannschaften. Die beiden Gruppensieger erreichten als einzige die Zwischenrunde, während die sechs ausgeschiedenen Mannschaften gemäß ihrer Platzierung in der Gruppe die Endplatzierungen in Direktduellen um die Plätze 9 bis 14 ausspielten. In der Vorrunde setzten sich die zwei Gruppen nach den Platzierungen der Nationalmannschaften bei der A-Weltmeisterschaft 1999 nach folgendem Schlüssel zusammen:
| Gruppe A | Gruppe B |
| A1 (1)   | B1 (2)   |
| A2 (4)   | B2 (3)   |
| A3 (5)   | B3 (6)   |
| A4 (8)   | B4 (7)   |

| Gruppe A         | Gruppe B        |
| Slowakei (7)     | Schweiz (8)     |
| Österreich (10)  | Belarus (9)     |
| Lettland (11)    | Ukraine (14)    |
| Deutschland (20) | Frankreich (15) |

Die sechs in der Zwischenrunde gesetzten Mannschaften belegten gemäß ihrer Platzierung bei den Olympischen Winterspielen 1998 in Nagano die jeweils drei ersten Plätze der Zwischenrundengruppen C und D. Damit war Titelverteidiger Tschechien der Gruppenkopf in Gruppe C und die unterlegene Mannschaft Russland stand an der Spitze von Gruppe D. Hinzu kamen die beiden Qualifikanten aus der Vorrunde, sodass erneut zwei Gruppen mit je vier Mannschaften gebildet wurden. Daraus ergab sich schließlich folgende Gruppierungen:
| Gruppe C             | Gruppe D             |
| C1 (1)               | D1 (2)               |
| C2 (4)               | D2 (3)               |
| C3 (5)               | D3 (6)               |
| Sieger Gruppe A (Q2) | Sieger Gruppe B (Q1) |

| Gruppe C         | Gruppe D     |
| Tschechien (1)   | Russland (2) |
| Kanada (4)       | Finnland (3) |
| Schweden (5)     | USA (6)      |
| Deutschland (20) | Belarus (9)  |

Innerhalb der beiden Gruppen spielten die Mannschaften zunächst nach dem Modus Jeder-gegen-Jeden, sodass jede Mannschaft zunächst drei Spiele bestritt. Da jedoch keine Mannschaft ausschied, diente die Zwischenrunde diente lediglich dazu, um die Partien für das Viertelfinale zu ermitteln. Dort spielten die Mannschaften über Kreuz, sodass die beiden Gruppensieger jeweils auf den Viertplatzierten der anderen Gruppe trafen. Ebenso spielten die Zweit- und Drittplatzierten über Kreuz gegeneinander. Die vier siegreichen Mannschaften trafen im Halbfinale aufeinander, wobei die Sieger das Finale um die Goldmedaille und die Verlierer das Spiel um die Bronzemedaille bestritten. Weitere Platzierungsspiele wurden nicht ausgetragen.

## Austragungsorte
| Provo |

| West Valley City |

| Provo |

| West Valley City |

## Vorrunde

### Gruppe A
| 9. Februar 2002 16:00 Uhr (Ortszeit) | 10. Februar 2002 0:00 Uhr (MEZ) | Slowakei | 0:3 (0:0, 0:2, 0:1) Spielbericht | Deutschland J. Rumrich (22:12) J. Benda (25:46) K. Kathan (59:07) | The E Center, West Valley City Zuschauer: 8.504 |

| 9. Februar 2002 19:00 Uhr | 10. Februar 2002 3:00 Uhr | Österreich O. Setzinger (18:56) M. Trattnig (21:16) | 2:4 (1:2, 1:2, 0:0) Spielbericht | Lettland V. Fanduls (1:03) I. Bondarevs (7:38) G. Panteļejevs (24:40) H. Vītoliņš (28:29) | Peaks Ice Arena, Provo Zuschauer: 6.159 |

| 10. Februar 2002 16:00 Uhr | 11. Februar 2002 0:00 Uhr | Österreich G. Ressmann (23:20) G. Unterluggauer (39:56) | 2:3 (0:2, 2:0, 0:1) Spielbericht | Deutschland K. Kathan (1:21) L. Soccio (19:14) A. Loth (58:46) | Peaks Ice Arena, Provo Zuschauer: 6.444 |

| 10. Februar 2002 19:00 Uhr | 11. Februar 2002 3:00 Uhr | Lettland V. Fanduls (6:39) A. Ņiživijs (11:45) A. Macijevskis (25:02) A. Macijevskis (39:56) A. Beļavskis (44:45) A. Tribuncovs (47:43) | 6:6 (2:2, 2:4, 2:0) Spielbericht | Slowakei J. Stümpel (0:11) J. Pardavý (8:23) M. Hossa (25:37) Ľ. Višňovský (28:13) R. Petrovický (33:20) P. Demitra (38:20) | The E Center, West Valley City Zuschauer: 8.377 |

| 12. Februar 2002 16:00 Uhr | 13. Februar 2002 00:00 Uhr | Slowakei R. Pavlikovský (8:02) R. Lintner (32:07) | 2:3 (1:1, 1:1, 0:1) Spielbericht | Österreich S. Wheeldon (2:27) D. Kalt (25:03) G. Unterluggauer (49:09) | The E Center, West Valley City Zuschauer: 8.362 |

| 12. Februar 2002 19:00 Uhr | 13. Februar 2002 3:00 Uhr | Deutschland M. Reichel (2:21) L. Soccio (4:07) S. Ustorf (22:56) K. Kathan (33:57) | 4:1 (2:1, 2:0, 0:0) Spielbericht | Lettland A. Cipruss (6:34) | Peaks Ice Arena, Provo Zuschauer: 6.574 |

| Pl. |             | Sp | S | U | N | Tore  | Punkte |
| 1.  | Deutschland | 3  | 3 | 0 | 0 | 10:03 | 6:0    |
| 2.  | Lettland    | 3  | 1 | 1 | 1 | 11:12 | 3:3    |
| 3.  | Österreich  | 3  | 1 | 0 | 2 | 07:09 | 2:4    |
| 4.  | Slowakei    | 3  | 0 | 1 | 2 | 08:12 | 1:5    |

Abkürzungen: Pl. = Platz, Sp = Spiele, S = Siege, U = Unentschieden, N = Niederlagen

Erläuterungen: Qualifikant für die Zwischenrunde

### Gruppe B
| 9. Februar 2002 14:00 Uhr (Ortszeit) | 9. Februar 2002 22:00 Uhr (MEZ) | Belarus A. Mikultschyk (47:49) | 1:0 (0:0, 0:0, 1:0) Spielbericht | Ukraine | Peaks Ice Arena, Provo Zuschauer: 6.294 |

| 9. Februar 2002 21:00 Uhr | 10. Februar 2002 5:00 Uhr | Schweiz J.-J. Aeschlimann (10:26) A. Rötheli (42:26) M. Streit (55:20) | 3:3 (1:1, 0:1, 2:1) Spielbericht | Frankreich M. Rozenthal (2:50) P. Bozon (25:46) M. Rozenthal (52:25) | The E Center, West Valley City Zuschauer: 8.504 |

| 11. Februar 2002 16:00 Uhr | 12. Februar 2002 0:00 Uhr | Ukraine W. Olezkyj (2:08) R. Fedotenko (14:20) S. Warlamow (21:19) W. Schachrajtschuk (31:35) W. Olezkyj (42:34) | 5:2 (2:1, 2:1, 1:0) Spielbericht | Schweiz S. Jeannin (16:02) I. Rüthemann (28:41) | The E Center, West Valley City Zuschauer: 8.387 |

| 11. Februar 2002 19:00 Uhr | 12. Februar 2002 3:00 Uhr | Belarus A. Rassolka (8:19) U. Zyplakou (36:25) D. Pankou (57:56) | 3:1 (1:1, 1:0, 1:0) Spielbericht | Frankreich M. Rozenthal (3:34) | Peaks Ice Arena, Provo Zuschauer: 6.214 |

| 13. Februar 2002 16:00 Uhr | 14. Februar 2002 0:00 Uhr | Schweiz P. Fischer (16:52) J.-J. Aeschlimann (29:11) | 2:1 (1:0, 1:1, 0:0) Spielbericht | Belarus W. Bekbulatau (23:42) | The E Center, West Valley City Zuschauer: 7.736 |

| 13. Februar 2002 19:00 Uhr | 14. Februar 2002 3:00 Uhr | Frankreich P. Bozon (22:42) P. Bozon (25:59) | 2:4 (0:2, 2:2, 0:0) Spielbericht | Ukraine I. Tschybyrjew (12:00) D. Chrystytsch (18:36) W. Schachrajtschuk (23:39) O. Ponikarowskyj (24:38) | Peaks Ice Arena, Provo Zuschauer: 6.019 |

| Pl. |            | Sp | S | U | N | Tore  | Punkte |
| 1.  | Belarus    | 3  | 2 | 0 | 1 | 05:03 | 4:2    |
| 2.  | Ukraine    | 3  | 2 | 0 | 1 | 09:05 | 4:2    |
| 3.  | Schweiz    | 3  | 1 | 1 | 1 | 07:09 | 3:3    |
| 4.  | Frankreich | 3  | 0 | 1 | 2 | 06:10 | 1:5    |

Abkürzungen: Pl. = Platz, Sp = Spiele, S = Siege, U = Unentschieden, N = Niederlagen

Erläuterungen: Qualifikant für die Zwischenrunde

## Platzierungsspiele
Nach dem Ergebnis der Vorrunde wurde unter den Mannschaften, die die Zwischenrunde nicht erreichten, um die Plätze 9 bis 14 gespielt.
Spiel um Platz 13
| 14. Februar 2002 21:00 Uhr (Ortszeit) | 15. Februar 2002 5:00 Uhr (MEZ) | Slowakei M. Hossa (8:02) J. Stümpel (28:04) M. Handzuš (39:02) M. Hossa (47:22) J. Pardavý (50:47) R. Pavlikovský (55:55) M. Hossa (58:50) | 7:1 (1:0, 2:0, 4:1) Spielbericht | Frankreich M. Rozenthal (59:19) | Peaks Ice Arena, Provo Zuschauer: 5.956 |

Spiel um Platz 11
| 14. Februar 2002 15:00 Uhr | 14. Februar 2002 23:00 Uhr | Schweiz J.-J. Aeschlimann (30:25) M. Plüss (36:39) J. Vauclair (50:30) M. Plüss (59:20) | 4:1 (0:0, 2:0, 2:1) Spielbericht | Österreich T. Searle (44:33) | The E Center, West Valley City Zuschauer: 7.986 |

Spiel um Platz 9
| 14. Februar 2002 20:00 Uhr | 15. Februar 2002 4:00 Uhr | Ukraine D. Chrystytsch (31:38) I. Tschybyrjew (35:33) | 2:9 (0:6, 2:3, 0:0) Spielbericht | Lettland L. Tambijevs (1:33) H. Vītoliņš (2:26) V. Fanduls (5:20) A. Ņiživijs (5:56) G. Panteļejevs (18:22) A. Maticins (19:11) I. Bondarevs (29:31) V. Fanduls (30:39) A. Semjonovs (39:41) | The E Center, West Valley City Zuschauer: 8.449 |

## Zwischenrunde

### Gruppe C
| 15. Februar 2002 16:10 Uhr (Ortszeit) | 16. Februar 2002 0:10 Uhr (MEZ) | Kanada R. Blake (2:37) E. Brewer (55:39) | 2:5 (1:1, 0:4, 1:0) Spielbericht | Schweden M. Sundin (5:30) N. Sundström (26:06) M. Sundin (30:42) K. Jönsson (31:47) U. Dahlén (35:58) | The E Center, West Valley City Zuschauer: 8.597 |

| 15. Februar 2002 19:00 Uhr | 16. Februar 2002 3:00 Uhr | Tschechien J. Jágr (3:51) P. Sýkora (13:35) M. Hejduk (16:18) M. Havlát (27:42) R. Lang (33:44) J. Jágr (38:32) P. Eliáš (53:05) R. Reichel (58:42) | 8:2 (3:0, 3:1, 2:1) Spielbericht | Deutschland L. Soccio (28:49) S. Ustorf (47:46) | Peaks Ice Arena, Provo Zuschauer: 6.303 |

| 17. Februar 2002 16:05 Uhr | 18. Februar 2002 0:05 Uhr | Schweden K. Johnsson (4:45) M. Sundin (25:14) | 2:1 (1:0, 1:1, 0:0) Spielbericht | Tschechien J. Dopita (30:23) | The E Center, West Valley City Zuschauer: 8.599 |

| 17. Februar 2002 19:00 Uhr | 18. Februar 2002 3:00 Uhr | Kanada J. Sakic (23:35) P. Kariya (33:51) A. Foote (34:35) | 3:2 (0:0, 3:0, 0:2) Spielbericht | Deutschland A. Loth (47:42) J. Hecht (53:50) | Peaks Ice Arena, Provo Zuschauer: 6.425 |

| 18. Februar 2002 16:10 Uhr | 19. Februar 2002 0:10 Uhr | Tschechien M. Havlát (18:23) M. Havlát (23:08) J. Dopita (53:17) | 3:3 (1:1, 1:1, 1:1) Spielbericht | Kanada M. Lemieux (9:11) M. Lemieux (38:49) J. Nieuwendyk (56:36) | The E Center, West Valley City Zuschauer: 8.599 |

| 18. Februar 2002 19:00 Uhr | 19. Februar 2002 3:00 Uhr | Deutschland D. Seidenberg (58:01) | 1:7 (0:3, 0:3, 1:1) Spielbericht | Schweden M. Näslund (4:30) M. Sundin (6:03) M. Renberg (9:23) M. Johansson (23:05) D. Alfredsson (27:58) M. Näslund (34:49) T. Holmström (47:53) | Peaks Ice Arena, Provo Zuschauer: 6.348 |

| Pl. |             | Sp | S | U | N | Tore  | Punkte |
| 1.  | Schweden    | 3  | 3 | 0 | 0 | 14:04 | 6:0    |
| 2.  | Tschechien  | 3  | 1 | 1 | 1 | 12:07 | 3:3    |
| 3.  | Kanada      | 3  | 1 | 1 | 1 | 08:10 | 3:3    |
| 4.  | Deutschland | 3  | 0 | 0 | 3 | 05:18 | 0:6    |

Abkürzungen: Pl. = Platz, Sp = Spiele, S = Siege, U = Unentschieden, N = Niederlagen

### Gruppe D
| 15. Februar 2002 11:05 Uhr (Ortszeit) | 15. Februar 2002 19:05 Uhr (MEZ) | Russland S. Samsonow (1:45) A. Schamnow (17:32) I. Kowaltschuk (19:39) A. Jaschin (25:16) B. Mironow (42:21) S. Fjodorow (44:04) | 6:4 (3:1, 1:2, 2:1) Spielbericht | Belarus A. Antonenka (8:20) A. Chmyl (26:42) A. Kaljuschny (34:01) R. Salej (58:23) | The E Center, West Valley City Zuschauer: 8.484 |

| 15. Februar 2002 20:45 Uhr | 16. Februar 2002 4:45 Uhr | Finnland | 0:6 (0:0, 0:3, 0:3) Spielbericht | USA S. Young (29:45) J. LeClair (36:16) K. Tkachuk (37:45) J. LeClair (46:49) J. LeClair (51:23) B. Guerin (54:14) | The E Center, West Valley City Zuschauer: 8.597 |

| 16. Februar 2002 16:45 Uhr | 17. Februar 2002 0:45 Uhr | Finnland O. Jokinen (1:30) T. Selänne (14:53) O. Jokinen (16:24) T. Selänne (24:55) S. Kapanen (25:43) T. Kallio (29:26) A.-P. Berg (49:21) M. Eloranta (54:39) | 8:1 (3:0, 3:0, 2:1) Spielbericht | Belarus W. Pankou (43:54) | The E Center, West Valley City Zuschauer: 8.599 |

| 16. Februar 2002 21:30 Uhr | 17. Februar 2002 5:30 Uhr | USA K. Tkachuk (26:19) B. Hull (55:30) | 2:2 (0:0, 1:1, 1:1) Spielbericht | Russland W. Bure (37:08) S. Fjodorow (42:06) | The E Center, West Valley City Zuschauer: 8.599 |

| 18. Februar 2002 11:05 Uhr | 18. Februar 2002 19:05 Uhr | Belarus D. Pankou (0:20) | 1:8 (1:0, 0:3, 0:5) Spielbericht | USA B. Hull (20:46) J. LeClair (22:46) J. LeClair (27:33) S. Young (44:28) A. Deadmarsh (50:45) S. Young (52:34) B. Guerin (53:32) B. Guerin (56:26) | The E Center, West Valley City Zuschauer: 8.599 |

| 18. Februar 2002 13:30 Uhr | 18. Februar 2002 21:30 Uhr | Russland P. Bure (7:49) | 1:3 (1:0, 0:2, 0:1) Spielbericht | Finnland T. Selänne (30:57) M. Eloranta (36:15) J. Lehtinen (40:33) | Peaks Ice Arena, Provo Zuschauer: 6.360 |

| Pl. |          | Sp | S | U | N | Tore  | Punkte |
| 1.  | USA      | 3  | 2 | 1 | 0 | 16:03 | 5:1    |
| 2.  | Finnland | 3  | 2 | 0 | 1 | 11:08 | 4:2    |
| 3.  | Russland | 3  | 1 | 1 | 1 | 09:09 | 3:3    |
| 4.  | Belarus  | 3  | 0 | 0 | 3 | 06:22 | 0:6    |

Abkürzungen: Pl. = Platz, Sp = Spiele, S = Siege, U = Unentschieden, N = Niederlagen

## Finalrunde
|  | Viertelfinale | Viertelfinale | Viertelfinale |    |            | Halbfinale | Halbfinale       | Halbfinale |   |  | Finale | Finale | Finale |
|  |               |               |               |    |            |            |                  |            |   |  |        |        |        |
|  | A1            | Schweden      | 3             |    |            |            |                  |            |   |  |        |        |        |
|  | B4            | Belarus       | 4             |    |            |            |                  |            |   |  |        |        |        |
|  | B4            | Belarus       | 4             | B4 | Belarus    | 1          |                  |            |   |  |        |        |        |
|  |               |               |               | B4 | Belarus    | 1          |                  |            |   |  |        |        |        |
|  |               | A3            | Kanada        | 7  |            |            |                  |            |   |  |        |        |        |
|  | B2            | A3            | Kanada        | 7  | Finnland   | 1          |                  |            |   |  |        |        |        |
|  | B2            |               |               |    | Finnland   | 1          |                  |            |   |  |        |        |        |
|  | A3            | Kanada        | 2             |    |            |            |                  |            |   |  |        |        |        |
|  | A3            | Kanada        | 2             | A3 | Kanada     | 5          |                  |            |   |  |        |        |        |
|  |               |               |               |    | Kanada     | 5          |                  |            |   |  |        |        |        |
|  |               | B1            | USA           | 2  |            |            |                  |            |   |  |        |        |        |
|  | B1            | B1            | USA           | 2  | USA        | 5          |                  |            |   |  |        |        |        |
|  | B1            |               |               |    | USA        | 5          |                  |            |   |  |        |        |        |
|  | A4            | Deutschland   | 0             |    |            |            |                  |            |   |  |        |        |        |
|  | A4            | Deutschland   | 0             | B1 | USA        | 3          |                  |            |   |  |        |        |        |
|  |               |               |               | B1 | USA        | 3          | Spiel um Platz 3 |            |   |  |        |        |        |
|  |               | B3            | Russland      | 2  |            |            |                  |            |   |  |        |        |        |
|  | A2            | B3            | Russland      | 2  | Tschechien | 0          | B4               | Belarus    | 2 |  |        |        |        |
|  | A2            |               |               |    | Tschechien | 0          | B4               | Belarus    | 2 |  |        |        |        |
|  | B3            | Russland      | 1             |    | B3         | Russland   | 7                |            |   |  |        |        |        |

### Viertelfinale
| 20. Februar 2002 11:05 Uhr (Ortszeit) | 20. Februar 2002 19:05 Uhr (MEZ) | Schweden N. Lidström (3:10) M. Nylander (30:14) M. Sundin (47:54) | 3:4 (1:2, 1:0, 1:2) Spielbericht | Belarus A. Ramanau (7:47) D. Dudsik (9:33) A. Kawaljou (42:47) U. Kopaz (57:36) | The E Center, West Valley City Zuschauer: 7.240 |

| 20. Februar 2002 13:30 Uhr | 20. Februar 2002 21:30 Uhr | Tschechien | 0:1 (0:0, 0:1, 0:0) Spielbericht | Russland M. Afinogenow (24:48) | Peaks Ice Arena, Provo Zuschauer: 5.219 |

| 20. Februar 2002 16:00 Uhr | 21. Februar 2002 0:00 Uhr | USA J. Roenick (13:06) C. Chelios (20:46) T. Amonte (29:42) J. LeClair (30:14) B. Hull (31:47) | 5:0 (1:0, 4:0, 0:0) Spielbericht | Deutschland | The E Center, West Valley City Zuschauer: 8.599 |

| 20. Februar 2002 20:15 Uhr | 21. Februar 2002 4:15 Uhr | Finnland N. Hagman (36:09) | 1:2 (0:1, 1:1, 0:0) Spielbericht | Kanada J. Sakic (3:00) S. Yzerman (35:49) | The E Center, West Valley City Zuschauer: 8.599 |

### Halbfinale
| 22. Februar 2002 12:00 Uhr | 22. Februar 2002 20:00 Uhr | Kanada S. Yzerman (6:05) E. Brewer (17:25) S. Niedermayer (22:09) P. Kariya (33:28) S. Gagné (45:21) E. Lindros (52:24) J. Iginla (56:15) | 7:1 (2:1, 2:0, 3:0) Spielbericht | Belarus R. Salej (13:24) | The E Center, West Valley City Zuschauer: 8.599 |

| 22. Februar 2002 16:20 Uhr | 23. Februar 2002 0:20 Uhr | Russland A. Kowaljow (40:11) W. Malachow (43:21) | 2:3 (0:1, 0:2, 2:0) Spielbericht | USA B. Guerin (15:56) S. Young (27:31) P. Housley (37:39) | The E Center, West Valley City Zuschauer: 8.599 |

### Spiel um Platz 3
| 23. Februar 2002 12:15 Uhr | 23. Februar 2002 20:15 Uhr | Belarus D. Pankou (9:21) D. Dudsik (21:15) | 2:7 (1:2, 1:2, 0:3) Spielbericht | Russland A. Kowaljow (5:28) D. Kasparaitis (11:20) O. Twerdowski (23:11) P. Dazjuk (23:34) A. Kowaljow (47:47) P. Bure (52:30) M. Afinogenow (59:11) | The E Center, West Valley City Zuschauer: 8.599 |

### Finale
| 24. Februar 2002 13:00 Uhr | 24. Februar 2002 21:00 Uhr | USA T. Amonte (8:49) B. Rafalski (37:30) | 2:5 (1:2, 1:1, 0:2) Spielbericht | Kanada P. Kariya (14:50) J. Iginla (18:33) J. Sakic (38:19) J. Iginla (56:01) J. Sakic (58:40) | The E Center, West Valley City Zuschauer: 8.599 |

## Statistik

### Beste Scorer
Abkürzungen: Sp = Spiele, T = Tore, V = Vorlagen, Pkt = Punkte, +/− = Plus/Minus, SM = Strafminuten; Fett: Turnierbestwert
| Spieler                  | Team        | Sp | T | V | Pkt | +/− | SM |
| ------------------------ | ----------- | -- | - | - | --- | --- | -- |
| Mats Sundin              | Schweden    | 4  | 5 | 4 | 9   | +4  | 10 |
| Brett Hull               | USA         | 6  | 3 | 5 | 8   | +4  | 6  |
| John LeClair             | USA         | 6  | 6 | 1 | 7   | +2  | 2  |
| Joe Sakic                | Kanada      | 6  | 4 | 3 | 7   | +6  | 0  |
| Marián Hossa             | Slowakei    | 2  | 4 | 2 | 6   | +5  | 0  |
| Jean-Jacques Aeschlimann | Schweiz     | 4  | 3 | 3 | 6   | ±0  | 2  |
| Philippe Bozon           | Frankreich  | 4  | 3 | 3 | 6   | +1  | 2  |
| Len Soccio               | Deutschland | 7  | 3 | 3 | 6   | +3  | 8  |
| Mario Lemieux            | Kanada      | 4  | 2 | 4 | 6   | +4  | 0  |
| Steve Yzerman            | Kanada      | 6  | 2 | 4 | 6   | +4  | 2  |

### Beste Torhüter
Abkürzungen: Sp = Spiele, Min = Eiszeit (in Minuten), GT = Gegentore, SO = Shutouts, GAA = Gegentorschnitt, Sv% = Fangquote; Fett: Turnierbestwert
| Spieler            | Team       | Sp | Min    | GT | SO | GAA  | Sv%   |
| ------------------ | ---------- | -- | ------ | -- | -- | ---- | ----- |
| Martin Gerber      | Schweiz    | 3  | 157:44 | 4  | 0  | 1,52 | 95,79 |
| Mike Richter       | USA        | 4  | 240:00 | 9  | 1  | 2,25 | 93,18 |
| Nikolai Chabibulin | Russland   | 6  | 359:12 | 14 | 1  | 2,34 | 93,00 |
| Tommy Salo         | Schweden   | 3  | 179:03 | 7  | 0  | 2,35 | 92,39 |
| Dominik Hašek      | Tschechien | 4  | 239:00 | 8  | 0  | 2,01 | 92,38 |

## Abschlussplatzierungen
Die Platzierungen ergeben sich nach folgenden Kriterien:
- Plätze 1 bis 4: Ergebnisse im Finale sowie im Spiel um Platz 3
- Plätze 5 bis 8 (Verlierer der Viertelfinalpartien): nach Platzierung – dann Punkten, dann Tordifferenz in der Vorrunde
- Plätze 9 bis 14 (Platzierungsspiele): Ergebnisse in den Spielen um Platz 9, 11 und 13
- Plätze 15 bis 16 (Zweite Qualifikationsrunde): nach Platzierung – dann Punkten, dann Tordifferenz
- Plätze 17 bis 28 (Erste Qualifikationsrunde): nach Platzierung – dann Punkten, dann Tordifferenz
- Plätze 29 bis 31 (Vorqualifikation): nach Platzierung – dann Punkten, dann Tordifferenz

| Rang | Nation      |
| ---- | ----------- |
| 1    | Kanada      |
| 2    | USA         |
| 3    | Russland    |
| 4    | Belarus     |
| 5    | Schweden    |
| 6    | Finnland    |
| 7    | Tschechien  |
| 8    | Deutschland |
| 9    | Lettland    |
| 10   | Ukraine     |
| 11   | Schweiz     |
| 12   | Österreich  |
| 13   | Slowakei    |
| 14   | Frankreich  |

| Rang | Nation     |
| ---- | ---------- |
| 15   | Norwegen   |
| 16   | Dänemark   |
| 17   | Italien    |
| 18   | Kasachstan |
| 19   | Polen      |
| 20   | Japan      |
| 18   | Estland    |
| 22   | Slowenien  |

| Rang | Nation              |
| ---- | ------------------- |
| 23   | Großbritannien      |
| 24   | Niederlande         |
| 25   | Ungarn              |
| 26   | Litauen             |
| 27   | Rumänien            |
| 28   | Jugoslawien         |
| 29   | Bulgarien           |
| 30   | Volksrepublik China |

## Medaillengewinner
| Olympiasieger Kanada | Ed Belfour, Rob Blake, Eric Brewer, Martin Brodeur, Theoren Fleury, Adam Foote, Simon Gagné, Jarome Iginla, Curtis Joseph, Ed Jovanovski, Paul Kariya, Mario Lemieux, Eric Lindros, Al MacInnis, Scott Niedermayer, Joe Nieuwendyk, Owen Nolan, Michael Peca, Chris Pronger, Joe Sakic, Brendan Shanahan, Ryan Smyth, Steve Yzerman Cheftrainer: Pat Quinn Assistenztrainer: Wayne Fleming, Ken Hitchcock, Jacques Martin |

| Silber USA | Tony Amonte, Tom Barrasso, Chris Chelios, Adam Deadmarsh, Chris Drury, Mike Dunham, Bill Guerin, Phil Housley, Brett Hull, John LeClair, Brian Leetch, Aaron Miller, Mike Modano, Tom Poti, Brian Rafalski, Mike Richter, Jeremy Roenick, Brian Rolston, Gary Suter, Keith Tkachuk, Doug Weight, Mike York, Scott Young Cheftrainer: Herb Brooks Assistenztrainer: John Cunniff, Lou Vairo |

| Bronze Russland | Maxim Afinogenow, Ilja Brysgalow, Pawel Bure, Waleri Bure, Nikolai Chabibulin, Pawel Dazjuk, Sergei Fjodorow, Sergei Gontschar, Alexei Jaschin, Darius Kasparaitis, Ilja Kowaltschuk, Alexei Kowaljow, Igor Krawtschuk, Oleg Kwascha, Igor Larionow, Wladimir Malachow, Daniil Markow, Boris Mironow, Andrei Nikolischin, Jegor Podomazki, Sergei Samsonow, Alexei Schamnow, Oleg Twerdowski Cheftrainer: Wjatscheslaw Fetissow Assistenztrainer: Wladimir Jursinow, Wladislaw Tretjak |

## Auszeichnungen
Spielertrophäen
| Auszeichnung         | Spieler            | Team     |
| -------------------- | ------------------ | -------- |
| Bester Torhüter      | Nikolai Chabibulin | Russland |
| Bester Verteidiger   | Chris Chelios      | USA      |
| Bester Stürmer       | Joe Sakic          | Kanada   |
| Wertvollster Spieler | Joe Sakic          | Kanada   |

All-Star-Team
| Angriff:      | Joe Sakic – Mats Sundin – John LeClair |
| Verteidigung: | Chris Chelios – Brian Leetch           |
| Tor:          | Mike Richter                           |